# Blackstreet
Blackstreet was een Amerikaanse R&B- en hiphop-formatie die werd opgericht in 1991 door Teddy Riley, een vooraanstaand producer in het muziekgenre new jack swing. Hun debuutalbum Blackstreet  was een redelijk succes in Amerika, met name dankzij de single Before I Let You Go.
Het vervolgalbum Another Level (1996) werd een wereldwijd succes dankzij het nummer No Diggity (met Dr. Dre en de beat van Bill Withers' Grandma's Hands) dat een nummer 1-hit in de Billboard Top 100 in november 1996 opleverde. Ook de single Don't Leave Me bereikte de nummer 1 in de Billboard Hot R&B Singles in 1997. In 1998 won de groep een Grammy Award voor Beste R&B act.
Het derde album van Blackstreet, Finally (1999), bevatte het nummer Take Me There (een kleine hit in de Verenigde Staten). Het album werd echter geen groot succes. Het commerciële hoogtepunt van de groep leek dan ook voorbij. Spanningen binnen de groep en met het platenlabel Interscope liepen hoog op en een ruzie tussen Hannibal en Riley luidde het einde in van de ooit succesvolle groep.
Uit rapporten die begin 2000 opdoken bleek dat Riley door Hannibal voor twee miljoen dollar was aangeklaagd, maar Riley diende een tegenrechtszaak in. Hannibal ontkende dat hij ooit juridische maatregelen had genomen en de zaak werd geschrapt. Riley begon te werken aan materiaal voor zijn eerste soloplaat. Maar hij had nieuwe ideeën over  Blackstreet. De problemen met Hannibal, Middleton en Williams, de line-up van Another Level, werden uitgepraat. Rileys solo-project werd een Blackstreet-reünie. Het resulterende album, Level II, werd uitgebracht in het begin van 2003.

## NPO Radio 2 Top 2000
| Nummer met noteringen in de NPO Radio 2 Top 2000 | '15  | '16  | '17  | '18  | '19  | '20  | '21  | '22  | '23 | '24  |
| ------------------------------------------------ | ---- | ---- | ---- | ---- | ---- | ---- | ---- | ---- | --- | ---- |
| No Diggity (met Dr. Dre)                         | 1964 | 1665 | 1978 | 1535 | 1740 | 1712 | 1828 | 1881 | -   | 1972 |

1. ↑  Een '-' betekent dat het nummer niet was genoteerd en een vetgedrukt getal geeft de hoogste notering aan.
2. ↑  2015 was het eerste jaar met een notering voor dit nummer.